# ジョゼ・イヴァウド・アウメイダ・シウヴァ
ゼ・イヴァウド（Zé Ivaldo）ことジョゼ・イヴァウド・アウメイダ・シウヴァ（ポルトガル語: José Ivaldo Almeida Silva、1997年2月21日 - ）は、ブラジルのサッカー選手。ポジションはDF。

## クラブ歴
アラゴアス州カジュエイロに生まれ、コメルシアウ-ALの下部組織に在籍した。その後、クルーベ・ジ・レガタス・ブラジルの下部組織に移籍した。
2015年にアトレチコ・パラナエンセに移籍し、同年5月2日にカンピオナート・パラナエンセでフル出場し選手初出場を記録した。しかし同年はこの1試合のみの出場で、翌年は出場がなかった。2017年はカンピオナート・パラナエンセから出場を重ね、同年5月14日にカンピオナート・ブラジレイロ・セリエAで初出場を記録した。
2019年にカンピオナート・ブラジレイロ・セリエBのECヴィトーリアに期限付き移籍した。
2020年にアトレチコ・パラナエンセに復帰した。